# Amos Degani
Amos Degani (en hébreu : עמוס דגני) était un homme politique israélien.

## Biographie
Il est né à Tel Aviv en 1926. En 1942, il devient membre du groupe Hanoar Haoved et étudie à l'université hébraïque de Jérusalem. Il travaille ensuite dans le désert du Négev. Il rejoint le groupe Mapai en 1944. Il est élu en 1955 et perd son siège en 1965.